# Harta (Ungheria)
Harta è un comune dell'Ungheria di 3 758 abitanti (dati 2005). È situato nella contea di Bács-Kiskun.